# Emanuel Grahn
Hjalmar Emanuel Grahn, född 1 maj 1882 i Örebro, död 5 april 1919 i Stockholm, var en svensk tjänsteman och idrottsledare.
Emanuel Grahn var son till stationskarlen Erik Hjalmar Grahn. Han gjorde sig först känd genom sina insatser inom idrottslivet i Örebro. Tillsammans med sin bror Eric Grahn startade han flera idrottsföreningar, och anlade stadens första idrottsplats, vars chef han var 1903–1907. Han medverkade vid bildandet av Västmanland–Nerikes idrottsförbund 1905 och tillhörde Svenska gymnastik- och idrottsföreningarnas riksförbunds överstyrelse 1904–1907, och kamrer där från 1907. Därutöver var han bland annat ledamot av kommittén för fri idrott vid Olympiska sommarspelen 1912. Grahn är begravd på Norra begravningsplatsen utanför Stockholm.